# Crastes
Pour les articles homonymes, voir Craste (homonymie).
Crastes (Crastas en gascon) est une commune française située dans l'est du département du Gers en région Occitanie. Sur le plan historique et culturel, la commune est dans le Pays d'Auch, un territoire céréalier et viticole qui s'est également constitué en pays au sens aménagement du territoire en 2003.
Exposée à un climat océanique altéré, elle est drainée par l'Auroue, l'Aulouste, l'Orbe, le ruisseau de la caillauère, le ruisseau de la Gangouille, le ruisseau de Lucvielle, le ruisseau du Courneron et par divers autres petits cours d'eau.
Crastes est une commune rurale qui compte 261 habitants en 2022, après avoir connu un pic de population de 745 habitants en 1831. Elle fait partie de l'aire d'attraction d'Auch. Ses habitants sont appelés les Crastois ou  Crastoises.

## Géographie

### Localisation
Commune de Gascogne située à 15 km à l'ouest de Mauvezin.

### Communes limitrophes
Les communes limitrophes sont  Ansan, Augnax, Mirepoix, Montaut-les-Créneaux, Nougaroulet, Puycasquier, Saint-Sauvy et Tourrenquets.
| Tourrenquets, Mirepoix | Puycasquier | Augnax      |
| Montaut-les-Créneaux   | Crastes     | Saint-Sauvy |
|                        | Nougaroulet | Ansan       |

### Géologie et relief
Crastes se situe en zone de sismicité 1 (sismicité très faible).

### Hydrographie

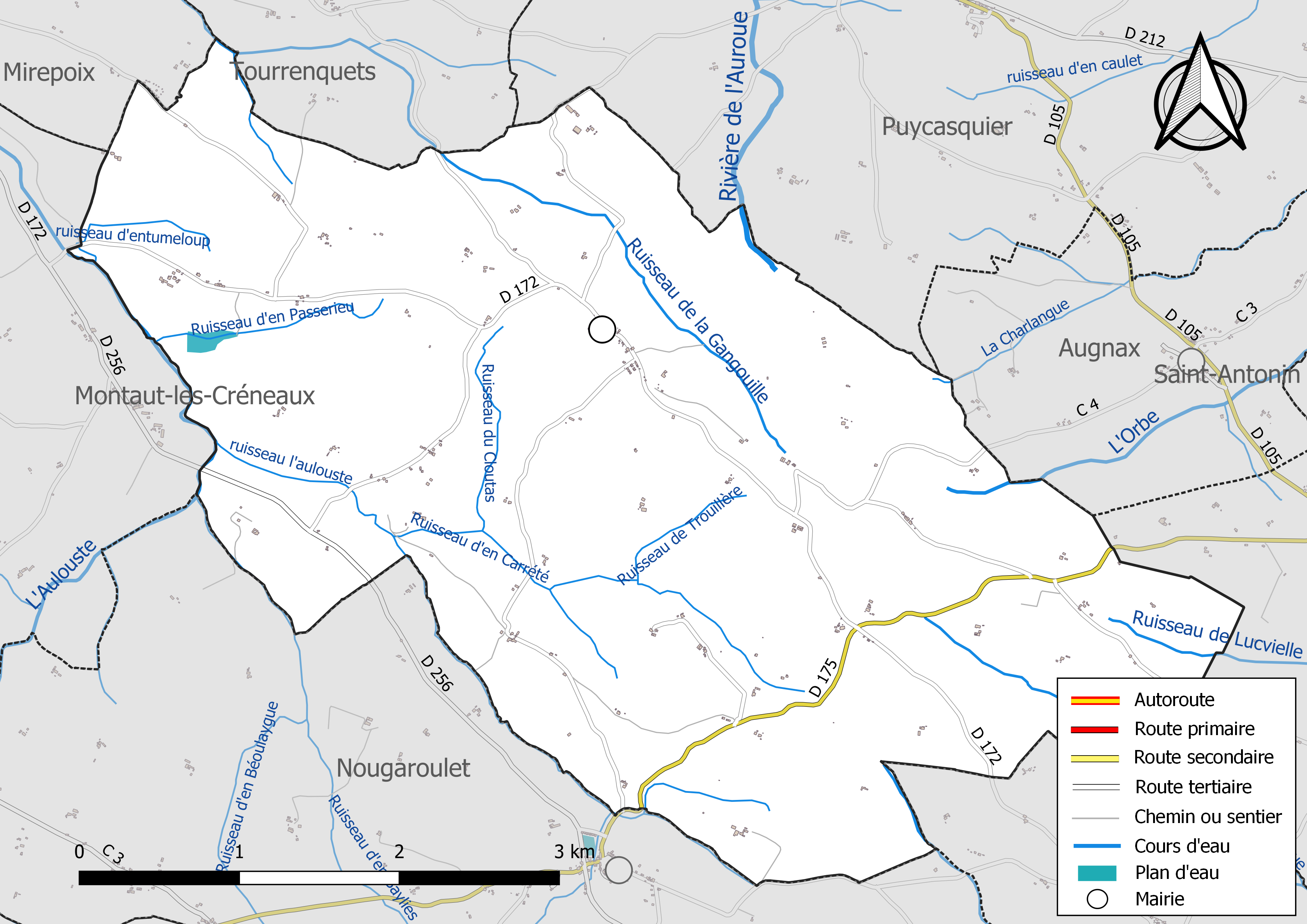
Réseaux hydrographique et routier de Crastes.

La commune est dans le bassin de la Garonne, au sein du bassin hydrographique Adour-Garonne. Elle est drainée par l'Auroue, l'Aulouste, l'Orbe, le ruisseau de la caillauère, le ruisseau de la Gangouille, le ruisseau de Lucvielle, le ruisseau du Courneron, la Charlangue, le ruisseau de Monet, le ruisseau d'en Baylies, le ruisseau d'en Carrété, le ruisseau d'en Passerieu, le ruisseau d'entumeloup, le ruisseau de Saint-Martin, et par deux petits cours d'eau, qui constituent un réseau hydrographique de 21 km de longueur totale,.
L'Auroue, d'une longueur totale de 62,4 km, prend sa source dans la commune et s'écoule vers le nord. Il traverse la commune et se jette dans la Garonne à Saint-Romain-le-Noble, après avoir traversé 26 communes.
L'Aulouste, d'une longueur totale de 20,6 km, prend sa source dans la commune de Montaut-les-Créneaux et s'écoule vers le nord. Il traverse la commune et se jette dans le Gers à Garravet, après avoir traversé 7 communes.
L'Orbe, d'une longueur totale de 16,6 km, prend sa source dans la commune et s'écoule du sud-ouest vers le nord-est. Il traverse la commune et se jette dans l'Arrats à Monfort, après avoir traversé 9 communes.

### Climat
Pour des articles plus généraux, voir Climat de l'Occitanie et Climat du Gers.
En 2010, le climat de la commune est de type climat du Bassin du Sud-Ouest, selon une étude s'appuyant sur une série de données couvrant la période 1971-2000. En 2020, Météo-France publie une typologie des climats de la France métropolitaine dans laquelle la commune est exposée à un climat océanique altéré et est dans la région climatique Aquitaine, Gascogne, caractérisée par une pluviométrie abondante au printemps, modérée en automne, un faible ensoleillement au printemps, un été chaud (19,5 °C), des vents faibles, des brouillards fréquents en automne et en hiver et des orages fréquents en été (15 à 20 jours).
Pour la période 1971-2000, la température annuelle moyenne est de 13,1 °C, avec une amplitude thermique annuelle de 15,5 °C. Le cumul annuel moyen de précipitations est de 746 mm, avec 10,2 jours de précipitations en janvier et 5,8 jours en juillet. Pour la période 1991-2020, la température moyenne annuelle observée sur la station météorologique la plus proche, située sur la commune d'Auch à 15 km à vol d'oiseau, est de 13,5 °C et le cumul annuel moyen de précipitations est de 695,8 mm,. Pour l'avenir, les paramètres climatiques de la commune estimés pour 2050 selon différents scénarios d'émission de gaz à effet de serre sont consultables sur un site dédié publié par Météo-France en novembre 2022.

### Milieux naturels et biodiversité
Aucun espace naturel présentant un intérêt patrimonial n'est recensé sur la commune dans l'inventaire national du patrimoine naturel,,.

## Urbanisme

### Typologie
Au 1er janvier 2024, Crastes est catégorisée commune rurale à habitat très dispersé, selon la nouvelle grille communale de densité à sept niveaux définie par l'Insee en 2022.
Elle est située hors unité urbaine. Par ailleurs la commune fait partie de l'aire d'attraction d'Auch, dont elle est une commune de la couronne,. Cette aire, qui regroupe 112 communes, est catégorisée dans les aires de 50 000 à moins de 200 000 habitants,.

### Occupation des sols
L'occupation des sols de la commune, telle qu'elle ressort de la base de données européenne d’occupation biophysique des sols Corine Land Cover (CLC), est marquée par l'importance des territoires agricoles (94,3 % en 2018), en diminution par rapport à 1990 (98,1 %). La répartition détaillée en 2018 est la suivante : 
terres arables (78,6 %), zones agricoles hétérogènes (11,6 %), prairies (4,2 %), forêts (3,3 %), milieux à végétation arbustive et/ou herbacée (2,4 %). L'évolution de l’occupation des sols de la commune et de ses infrastructures peut être observée sur les différentes représentations cartographiques du territoire : la carte de Cassini (XVIIIe siècle), la carte d'état-major (1820-1866) et les cartes ou photos aériennes de l'IGN pour la période actuelle (1950 à aujourd'hui).

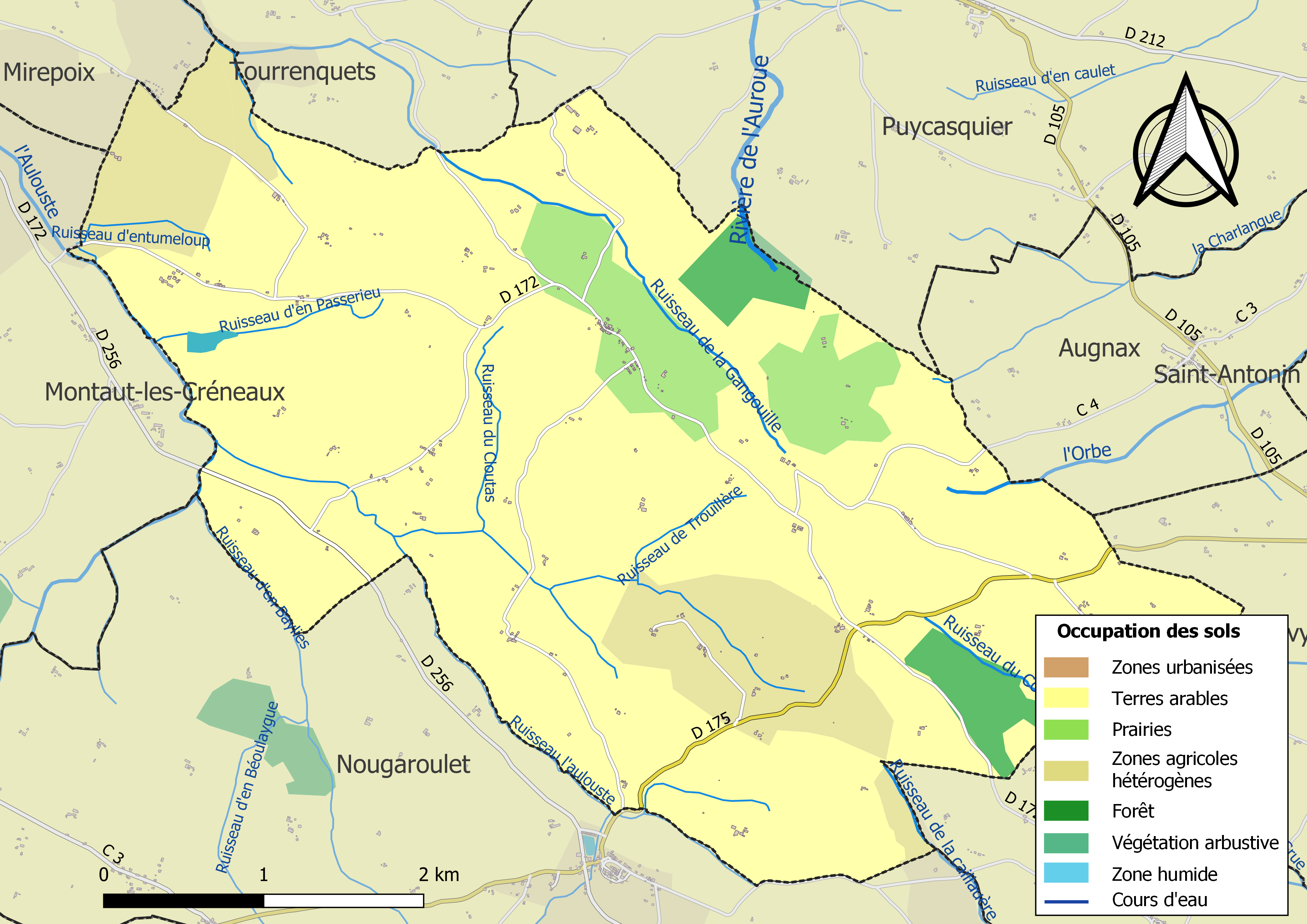
Carte des infrastructures et de l'occupation des sols de la commune en 2018 (CLC).

### Risques majeurs
Le territoire de la commune de Crastes est vulnérable à différents aléas naturels : météorologiques (tempête, orage, neige, grand froid, canicule ou sécheresse) et séisme (sismicité très faible). Un site publié par le BRGM permet d'évaluer simplement et rapidement les risques d'un bien localisé soit par son adresse soit par le numéro de sa parcelle.

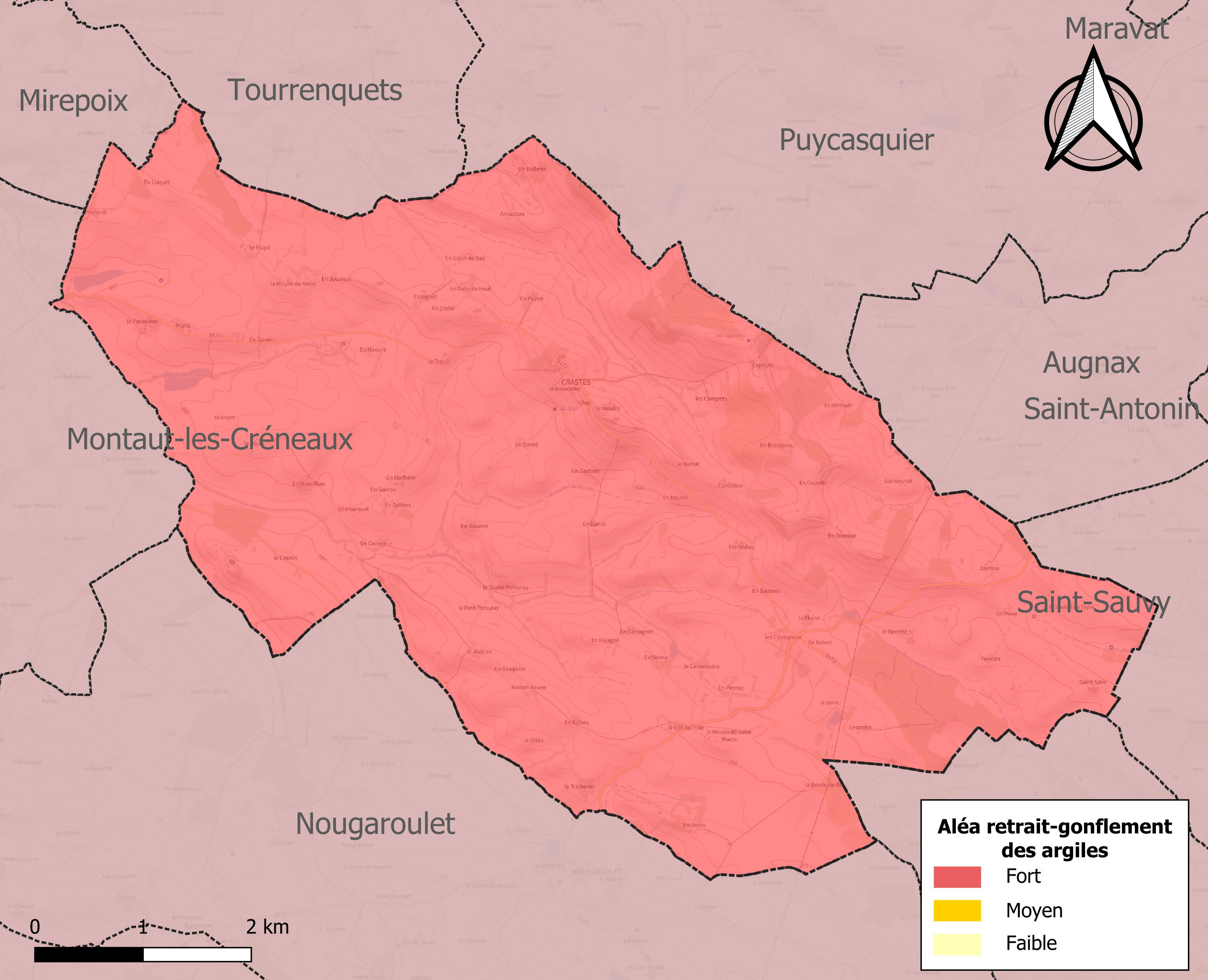
Carte des zones d'aléa retrait-gonflement des sols argileux de Crastes.

Le retrait-gonflement des sols argileux est susceptible d'engendrer des dommages importants aux bâtiments en cas d’alternance de périodes de sécheresse et de pluie. La totalité de la commune est en aléa moyen ou fort (94,5 % au niveau départemental et 48,5 % au niveau national). Sur les 120 bâtiments dénombrés sur la commune en 2019, 120 sont en aléa moyen ou fort, soit 100 %, à comparer aux 93 % au niveau départemental et 54 % au niveau national. Une cartographie de l'exposition du territoire national au retrait gonflement des sols argileux est disponible sur le site du BRGM,.
Par ailleurs, afin de mieux appréhender le risque d’affaissement de terrain, l'inventaire national des cavités souterraines permet de localiser celles situées sur la commune.
La commune a été reconnue en état de catastrophe naturelle au titre des dommages causés par les inondations et coulées de boue survenues en 1999, 2008 et 2009. Concernant les mouvements de terrains, la commune a été reconnue en état de catastrophe naturelle au titre des dommages causés par la sécheresse en 1989, 1993, 1998, 2002, 2003 et 2016 et par des mouvements de terrain en 1999.

## Politique et administration

### Liste des maires
| Période                                  | Période  | Identité              | Étiquette | Qualité     |
| ---------------------------------------- | -------- | --------------------- | --------- | ----------- |
| 1883                                     | 1883     | J. Ansos (d')         |           |             |
| 1883                                     | 1913     | Alphonse Dutert       |           |             |
| 1914                                     | 1929     | Jules Belin           |           |             |
| 1929                                     | 1941     | Henri Caillavet       |           |             |
| 1941                                     | 1944     | Etienne Lartigue (de) |           |             |
| 1944                                     | 1945     | François Lacomme      |           |             |
| 1945                                     | 1983     | Léopold Daguzan       |           |             |
| 1983                                     | 2001     | Alfred Gauthe         | PS        |             |
| mars 2001                                | mai 2020 | André Gissot          | DVG       | Agriculteur |
| mai 2020                                 | En cours | Sébastien Dabasse     |           |             |
| Les données manquantes sont à compléter. |          |                       |           |             |

## Population et société

### Démographie
| 1793 | 1800 | 1806 | 1821 | 1831 | 1841 | 1846 | 1851 | 1856 |
| ---- | ---- | ---- | ---- | ---- | ---- | ---- | ---- | ---- |
| 570  | 393  | 481  | 525  | 745  | 704  | 681  | 650  | 697  |

| 1861 | 1866 | 1872 | 1876 | 1881 | 1886 | 1891 | 1896 | 1901 |
| ---- | ---- | ---- | ---- | ---- | ---- | ---- | ---- | ---- |
| 662  | 647  | 600  | 611  | 553  | 529  | 502  | 478  | 502  |

| 1906 | 1911 | 1921 | 1926 | 1931 | 1936 | 1946 | 1954 | 1962 |
| ---- | ---- | ---- | ---- | ---- | ---- | ---- | ---- | ---- |
| 440  | 453  | 408  | 397  | 405  | 412  | 354  | 364  | 301  |

| 1968 | 1975 | 1982 | 1990 | 1999 | 2006 | 2011 | 2016 | 2021 |
| ---- | ---- | ---- | ---- | ---- | ---- | ---- | ---- | ---- |
| 299  | 236  | 234  | 221  | 205  | 230  | 247  | 253  | 258  |

| 2022 | - | - | - | - | - | - | - | - |
| ---- | - | - | - | - | - | - | - | - |
| 261  | - | - | - | - | - | - | - | - |

## Économie

### Revenus
En 2018  (données Insee publiées en septembre 2021), la commune compte 97 ménages fiscaux, regroupant 234 personnes. La médiane du revenu disponible par unité de consommation est de 21 290 € (20 820 € dans le département).

### Emploi
|                | 2008  | 2013  | 2018  |
| -------------- | ----- | ----- | ----- |
| Commune        | 5,5 % | 2,6 % | 7,8 % |
| Département    | 6,1 % | 7,5 % | 8,2 % |
| France entière | 8,3 % | 10 %  | 10 %  |

En 2018, la population âgée de 15 à 64 ans s'élève à 152 personnes, parmi lesquelles on compte 77,1 % d'actifs (69,3 % ayant un emploi et 7,8 % de chômeurs) et 22,9 % d'inactifs,. Depuis 2008, le taux de chômage communal (au sens du recensement) des 15-64 ans est inférieur à celui de la France et du département.
La commune fait partie de la couronne de l'aire d'attraction d'Auch, du fait qu'au moins 15 % des actifs travaillent dans le pôle,. Elle compte 40 emplois en 2018, contre 35 en 2013 et 42 en 2008. Le nombre d'actifs ayant un emploi résidant dans la commune est de 107, soit un indicateur de concentration d'emploi de 37,5 % et un taux d'activité parmi les 15 ans ou plus de 58,2 %.
Sur ces 107 actifs de 15 ans ou plus ayant un emploi, 28 travaillent dans la commune, soit 26 % des habitants. Pour se rendre au travail, 86,1 % des habitants utilisent un véhicule personnel ou de fonction à quatre roues, 1,8 % s'y rendent en deux-roues, à vélo ou à pied et 12 % n'ont pas besoin de transport (travail au domicile).

### Activités hors agriculture
10 établissements sont implantés  à Crastes au 31 décembre 2019.
Le secteur de l'industrie manufacturière, des industries extractives et autres est prépondérant sur la commune puisqu'il représente 30 % du nombre total d'établissements de la commune (3 sur les 10 entreprises implantées  à Crastes), contre 12,3 % au niveau départemental.

### Agriculture
La commune est dans le « Haut-Armagnac », une petite région agricole occupant le centre du département du Gers. En 2020, l'orientation technico-économique de l'agriculture  sur la commune est la culture de céréales et/ou d'oléoprotéagineuses.
|               | 1988  | 2000  | 2010  | 2020  |
| ------------- | ----- | ----- | ----- | ----- |
| Exploitations | 44    | 33    | 25    | 26    |
| SAU (ha)      | 1 930 | 2 129 | 1 987 | 2 457 |

Le nombre d'exploitations agricoles en activité et ayant leur siège dans la commune est passé de 44 lors du recensement agricole de 1988  à 33 en 2000 puis à 25 en 2010 et enfin à 26 en 2020, soit une baisse de 41 % en 32 ans. Le même mouvement est observé à l'échelle du département qui a perdu pendant cette période 51 % de ses exploitations,. La surface agricole utilisée sur la commune a quant à elle augmenté, passant de 1 930 ha en 1988 à 2 457 ha en 2020. Parallèlement la surface agricole utilisée moyenne par exploitation a augmenté, passant de 44 à 95 ha.

## Culture locale et patrimoine

### Lieux et monuments
- Église Saint-Pierre de Crastes.
- Chapelle Saint-Barthélemy de Saint-Martin-Binagre.
- Chapelle Saint-Blaise de Mons.
- Chapelle Saint-Joseph de Crastes.
- Borne milliaire gallo-romaine. Marbre des Pyrénées. Un ancien fût de colonne a été récupéré et gravé pour en faire une borne milliaire dans l’Antiquité tardive, au IVe siècle ap. J-C, d'après Michel Labrousse (Faire une note). Elle a fait l'objet d'un second remploi comme socle de bénitier à une date plus récente (faire autre note ). Classée Monument Historique au titre "objet" le  17 novembre 1997, référence de la Base Palissy n° PM32000508. Son inscription est une dédicace "A notre maître l'empereur Flavius Valerius Constantin (Constance Chlore ou Constance 1er), souverain pontife revêtu de la puissance tribunicienne pour la … fois. Elle permet de la dater. Elle ne mentionne pas de distance ni de ville.

### Héraldique
| Blason de Crastes | Blason  | D'azur à deux clés d'or passées en sautoir, accompagnées de trois étoiles d'argent, et de deux épis de blé d'or en flancs ; à l'écusson d'argent à un lion de gueules. |
| Blason de Crastes | Détails | L'écusson est aux armes de la Gascogne, les clés évoquent saint Pierre, patron de la paroisse, les épis de blés symbolisent l'activité agricole. Les trois étoiles sont reprises des armes de Sans de Bézolles, ancien seigneur qui offrit les cloches de l'église en 1596. Adopté le 20 décembre 2021. |